# Kōji Uehara
Kōji Uehara (jap. 上原 浩治, Uehara Kōji; * 3. April 1975 in Neyagawa, Präfektur Osaka) ist ein ehemaliger japanischer Baseballspieler. Er war ein mit rechts werfender Pitcher, der zwischen 2013 und 2016 bei den Boston Red Sox aus der nordamerikanischen Major League Baseball unter Vertrag stand. Zuvor spielte er von 1999 bis 2008 für die Yomiuri Giants im japanischen Profibaseball, anschließend für Baltimore Orioles und die Texas Rangers. Nach seiner Zeit bei den Boston Red Sox spielte er eine Saison (2017) bei den Chicago Cubs, bevor er seine Karriere mit zwei Saisons bei seinem ursprünglichen Verein, den Yomiuri Giants, abschloss. Mit der Nationalmannschaft gewann er 2004 die Bronzemedaille bei den Olympischen Sommerspielen in Athen und 2006 die Goldmedaille beim World Baseball Classic.
Uehara, Absolvent der Ōsaka Taiiku Daigaku („Sportuniversität Osaka“), wurde 1998 in der ersten Runde von den Giants gedraftet. In seiner ersten Profisaison 1999 erreichte er 20 Wins, davon 15 in aufeinanderfolgenden Einsätzen. Für diese Leistung wurde er sowohl als Shinjin’ō (japanischer Rookie of the Year) der Central League als auch mit dem Sawamura-Eiji-shō (dt. „Eiji-Sawamura-Preis“) für den besten Pitcher der Liga ausgezeichnet. In zehn Spielzeiten bis 2008 erzielte Uehara in 276 Einsätzen insgesamt 112 Wins für die Giants. 2002 erhielt er erneut den Sawamura-Eiji-shō.
Im Januar 2009 einigte er sich mit den Baltimore Orioles auf einen Zweijahresvertrag. Seinen ersten Einsatz in der Major League hatte er am 8. April 2009.
Am 6. Dezember 2012 unterschrieb Uehara einen Ein-Jahres-Vertrag mit den Boston Red Sox. In Boston bleibt er vor allem in Erinnerung durch seinen finalen Strikeout im Spiel 6 der World Series 2013 gegen die St. Louis Cardinals, welcher den Red Sox den ersten Gewinn der World Series im Fenway Park nach 95 Jahren sicherte.
In den American League Championship Series 2013 wurde Uehara als Most Valuable Player geehrt. Er war an 5 Spielen der Serie beteiligt, wo er einen Win und 3 Saves schaffte.
Im Jahr 2015 trat er im Werbespot „Tenban“ der Japan Bone Marrow Bank (ausgestrahlt von Ad Council Japan). Er hat auch in vielen anderen Werbespots mitgewirkt.